# Slaget vid Berestetjko
Slaget vid Berestetjko  (polska: Bitwa pod Beresteczkiem; ukrainska: Битва під Берестечком, Берестецька битва; ryska: Берестецкая битва) utkämpades mellan ukrainska kosacker ledda av hetman Bohdan Chmelnytskyj, med stöd av sina krimtatariska allierade, och det polsk-litauiska samväldets armé ledda under kung Johan II Kasimir. Slaget utkämpades efter ett uppror bland kosacker åren 1648–1657. Slaget varade i tre dagar, från den 28 juni till 30 juni 1651 vid floden Styr i nordöstra Volynien. Polska arméns läger låg på motsatt sida av floden från staden Berestetsjko, där en kosackarmé väntade. Trots att kosackerna och krimtatarerna tillsammans hade en styrka på 140 000, ledd av kosackledaren Bohdan Chmelnytskyj och understödd av några tusen turkar, och polackerna endast var totalt 63 000 blev slaget under den polske kungen Johan II Kasimirs ledning en avgörande polsk seger. Slaget är troligen världens största fältslag under 1600-talet, men då den polske kungen gjorde misstaget att efteråt inte förfölja de flyende kosackerna kunde de snart omgruppera sig och Chmelnytskyj-upproret fortsatte i ytterligare sex år.